# Medal jubileuszowy „60 lat Sił Zbrojnych ZSRR”
Medal jubileuszowy „60 lat Sił Zbrojnych ZSRR” (ros. Юбилейная медаль "60 лет Вооруженных Сил СССР") – radziecki jubileuszowy medal wojskowy.
Medal został ustanowiony dekretem Rady Najwyższej ZSRR z 28 stycznia 1978 roku dla uczczenia 60. rocznicy powstania Sił Zbrojnych ZSRR.

## Zasady nadawania
Zgodnie z dekretem z dnia 28 stycznia 1978 roku uprawnionymi do otrzymania medalu byli:
- oficerowie, podoficerowie, żołnierze i marynarze służący w dniu 23 lutego 1978 roku w Armii Radzieckiej, Marynarce Wojennej ZSRR, wojskach Ministerstwa Spraw Wewnętrznych oraz wojskach i organach Komitetu Bezpieczeństwa Publicznego,
- członkowie Czerwonej Gwardii, żołnierze, partyzanci uczestniczący w wojnie domowej i wielkiej wojnie ojczyźnianej,
- żołnierze wyżej wymienionych wojsk zwolnieni z czynnej służby wojskowej do rezerwy lub w stan spoczynku, o ile służyli co najmniej 20 lat oraz bez względu na czas służby o ile zostali nagrodzony orderem lub medalami: „Za Odwagę”, Uszakowa, „Za zasługi bojowe”, Nachimowa, „Za wyróżnienie w ochronie granic państwowych ZSRR”, „Za wybitność w służbie wojskowej”.

Łącznie nadano ponad 10 700 000 medali.

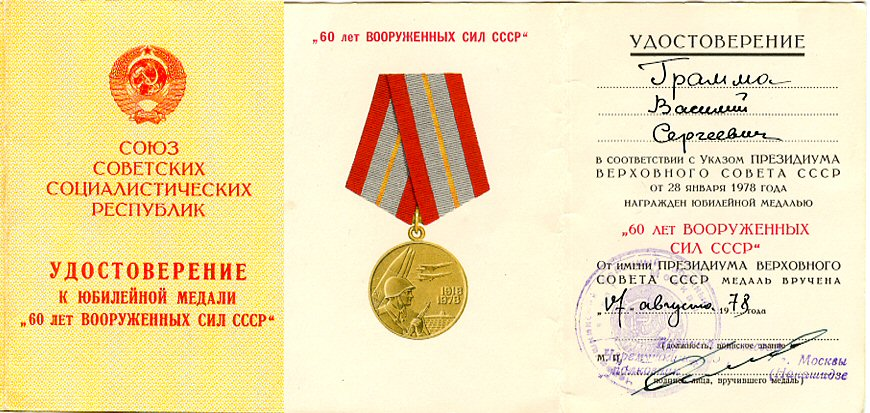
Legitymacja nadania medalu

## Opis odznaki
Odznakę stanowi okrągły krążek wykonany z mosiądzu o średnicy 32 mm. 
Na awersie na tle nieba widać trzy rakiety, z boku dwa samoloty, a poniżej postać żołnierza Armii Radzieckiej, z prawej strony widoczny okręt podwodny. Z lewej strony medalu daty: 1918 i 1978.
Na rewersie w centrum umieszczona na skrzyżowanej szabli i karabinie pięcioramienna gwiazda, wewnątrz której znajduje się młot i pług. Wzdłuż obwodu medalu napis ШЕСТЬДЕСЯТ ЛЕТ (pol. „Sześćdziesiąt lat”) i ВООРУЖЕННЫХ СИЛ СССР (pol. „Sił Zbrojnych ZSRR”) oddzielone od siebie gwiazdami.
Medal zawieszony był na pięciokątnej blaszce obciągniętej wstążką koloru szarego,  po bokach czerwone paski o szerokości 5 mm, w środku pasek koloru złotego o szerokości 1 mm.